# Newark and Sherwood
Newark and Sherwood è un distretto del Nottinghamshire, Inghilterra, Regno Unito, con sede a Newark-on-Trent.
Il distretto fu creato con il Local Government Act 1972, il 1º aprile 1974 dalla fusione del municipal borough di Newark con il distretto rurale di Newark e il distretto rurale di Southwell.

## Località e parrocchie
Le località del distretto includono:
- Averham
- Bathley
- Bilsthorpe
- Blidworth
- Boughton
- Carlton-on-Trent
- Caunton
- Clipstone
- Collingham
- Cromwell
- Eakring
- Edingley
- Edwinstowe
- Egmanton
- Farndon
- Farnsfield
- Fiskerton
- Halam
- Halloughton
- Hawton
- Hockerton
- Kelham
- Kirklington
- Kirton
- Kneesall
- Laxton
- Lowdham
- Maplebeck
- Morton
- Muskham
- Newark-on-Trent
- Norwell
- Ollerton
- Ossington
- Oxton
- Perlethorpe
- Rainworth
- Rolleston
- Southwell
- Sutton-on-Trent
- Upton
- Walesby
- Wellow
- Weston
- Winkburn

Le parrocchie del distretto sono:
- Alverton
- Averham
- Balderton
- Barnby in the Willows
- Bathley
- Besthorpe
- Bilsthorpe
- Bleasby
- Blidworth
- Bulcote
- Carlton-on-Trent
- Caunton
- Caythorpe
- Clipstone
- Coddington
- Collingham
- Cotham
- Cromwell
- Eakring
- East Stoke
- Edingley
- Edwinstowe
- Egmanton
- Elston
- Epperstone
- Farndon
- Farnsfield
- Fiskerton cum Morton
- Girton
- Gonalston
- Grassthorpe
- Gunthorpe
- Halam
- Halloughton
- Harby
- Hawton
- Hockerton
- Holme
- Hoveringham
- Kelham
- Kersall
- Kilvington
- Kirklington
- Kirton
- Kneesall
- Langford
- Laxton and Moorhouse
- Lindhurst
- Lowdham
- Maplebeck
- Meering
- Newark
- North Clifton
- North Muskham
- Norwell
- Ollerton and Boughton
- Ompton
- Ossington
- Oxton
- Perlethorpe cum Budby
- Rainworth
- Rolleston
- Rufford
- South Clifton
- South Muskham
- South Scarle
- Southwell
- Spalford
- Staunton
- Staythorpe
- Sutton-on-Trent
- Syerston
- Thorney
- Thorpe
- Thurgarton
- Upton
- Walesby
- Wellow
- Weston
- Wigsley
- Winkburn
- Winthorpe